# Europsko prvenstvo gluhih u rukometu 2016.
Europsko prvenstvo gluhih u rukometu 2016. godine bilo je 11. europsko prvenstvo u športu rukometu za gluhe osobe.
Održalo se je od 16. do 21. svibnja 2016. godine u Njemačkoj u Berlinu.

## Sudionici
Natjecale su se ove reprezentacije: Njemačka, Rusija, Danska, Turska, Hrvatska, Italija i Srbija.

## Rezultati
Rezultati:

### Skupina A
Njemačka, Rusija, Danska, Turska.
- susret br.1,  16. svibnja 2016.: Njemačka - Rusija 27:27 (11:11) izvješće najbolji igrač na utakmici
- susret br.2,  16. svibnja 2016.: Danska - Turska 23:23 (9:12) izvješće najbolji igrač na utakmici
- susret br.4, 17. svibnja 2016.: Turska - Njemačka 20:24 (6:12) najbolji igrač na utakmici
- susret br.5, 17. svibnja 2016.: Danska - Rusija 19:32 (10:17) najbolji igrač na utakmici
- susret br.7, 18. svibnja 2016.: Njemačka - Danska 31:15 (16:8) najbolji igrač na utakmici
- susret br.8, 18. svibnja 2016.: Rusija - Turska 35:16 (15:9) najbolji igrač na utakmici

### Skupina B
Hrvatska, Italija, Srbija.
- susret br.3, 16. svibnja 2016.: Hrvatska - Italija 32:12 (17:4) izvješće najbolji igrač na utakmici
- susret br.6, 17. svibnja 2016.: Srbija  - Italija 36:12 (16:5) najbolji igrač na utakmici
- susret br.9, 18. svibnja 2016.: Srbija - Hrvatska 18:30 (9:16) najbolji igrač na utakmici

Hrvatska je pobijedila u objema utakmicama. Pobijedila je Italiju 32:12 i Srbiju 30:18.

## Za 5. mjesto
- 20. svibnja 2016.: Turska - Italija 31:14 (21:7) najbolji igrač susreta

## Poluzavršnica
- 1. par poluzavršnice, 20. svibnja 2016.: Rusija - Srbija 24:18 (13:9) najbolji igrač susreta

- 2. par poluzavršnice, 20. svibnja 2016.: Njemačka - Hrvatska 22:23 (14:11) najbolji igrač susreta

## Za broncu
- 21. svibnja 2016.: Srbija - Njemačka 18:19 (7:10) najbolji igrač susreta

## Za zlato
- 21. svibnja 2016.: Rusija - Hrvatska 24:31 (11:15) najbolji igrač susreta

## Završni poredak
Završni poredak.
| Momčadi |          |
| Zlato   | Hrvatska |
| Srebro  | Rusija   |
| Bronca  | Njemačka |
| 4.      | Srbija   |
| 5.      | Turska   |
| 6.      | Italija  |
| 7.      | Danska   |

| Europski prvaci 2016.   |
| ----------------------- |
| Hrvatska Četvrti naslov |

## Vanjske poveznice
- (eng.) (nje.) Službene stranice
- (eng.) EP 2016. Rezultati
- Poster European Deaf Sports Organisation